# Pau Morales Prat
Pau Morales Prat (Reus, segle XVII - Valls, 12 de juny de 1734) va ser un pintor i daurador català.
Nascut a Reus dins de l'últim terç del segle xvii, era fill d'un terrissaire. El 29 de novembre de 1697 es va casar a Valls, amb Paula Anglès, vídua del manescal de Guimerà Andreu Castanyer, i l'any següent es va establir en aquesta vila, al carrer de l'Església, on va viure fins a la seva mort, el 1734. El 1699 va guanyar el concurs establert per al daurat del retaule major de l'església de Sant Joan Baptista, a Valls, que s'oferí a fer per 6.000 lliures. Es contractà després per a fer el daurat i l'estofat del retaule de la confraria dels fadrins o de Sant Esteve (1704), treball cancel·lat posteriorment, el de la confraria dels corders i espardenyers o de Santa Caterina (1718), va fer alguns treballs menors de pintura a la capella de les Ànimes (1718) i també al Novenari de les Ànimes (1721), policromà i daurà el retaule de la confraria dels mercaders i artistes o de la Concepció de Maria i el Sacratíssim Nom de Jesús (1721).
Junt amb el seu fill Francesc Morales Anglès, daurà el retaule de la confraria dels ferrers o de Sant Eloi i Sant Antoni de Pàdua (1724). Daurà un retaule a Barberà que havia tallat Isidre Espinalt i Travera (1725-1726). El 1729, també amb el seu fill Francesc, va fer treballs de policromia i daurat a la capella de la confraria dels pagesos o de Sant Pere i Sant Isidre, de Valls. El 1732 daurava el retaule de Sant Isidre, a Altafulla.